# Louis Sebastian Walsh
Louis Sebastian Walsh (* 22. Januar 1858 in Salem, Massachusetts, Vereinigte Staaten; † 12. Mai 1924) war ein römisch-katholischer Geistlicher und Bischof von Portland.

## Leben
Louis Sebastian Walsh besuchte zunächst das College of the Holy Cross in Worcester und setzte seine Studien anschließend in Montreal, Paris und Rom fort. Er empfing am 23. Dezember 1882 die Priesterweihe für das Erzbistum Boston. Seine erste seelsorgliche Aufgabe erhielt er an der St. Joseph’s-Kirche im Bostoner Westend. 1884 wurde er Professor für Kirchengeschichte und Kanonisches Recht am neuen Priesterseminar in Brighton. Ab 1887 war er mit der Oberaufsicht über die katholischen Schulen im Erzbistum Boston betraut, eine Aufgabe, die er bis zu seiner Ernennung zum Bischof ausfüllte.
Papst Pius X. ernannte ihn am 22. August 1906 zum Bischof von Portland. Der Erzbischof von Boston, John Joseph Williams, spendete ihm am 18. Oktober desselben Jahres die Bischofsweihe; Mitkonsekratoren waren der Bischof von Providence, Matthew Harkins, und der Bischof von Springfield, Thomas Daniel Beaven.
Auch als Bischof bemühte sich Walsh um die Verbesserung des katholischen Erziehungs- und Schulwesens durch Schulgründungen wie der Mädchenschule an der Kathedrale von Portland und das Catholic Institute für Jungen. Die Kathedrale erfuhr in seiner Amtszeit eine umfangreiche Erneuerung. Neben einem Kreuzweg, Bleiglasfenstern und einem Taufbrunnen aus Marmor wurde die Bischofskirche zu ihrem 50-jährigen Jubiläum im Jahr 1919 gründlich renoviert. Von einer Reise nach Rom und Frankreich im Frühjahr 1924 kehrte Walsh erschöpft zurück und starb wenige Tage später. Sein Grab befindet sich in der Krypta der Kathedrale.